# 仙琴蛙
仙琴蛙（学名：Nidirana daunchina）为蛙科琴蛙属的两栖动物，是中国的特有物种。分布于四川、贵州等地。该物种的模式产地在四川峨眉山。